# 海地國
海地國（法語：État d'Haïti）是一個位于今海地北部的国家，是由亨利·克里斯托夫在1806年10月17日海地皇帝让-雅克·德萨林被暗殺導致海地帝國被推翻之後所建立的。1807年2月17日他正式出任總統。同一年通過的憲法則讓他成為終身總統，並有權力指定繼承人。
1811年3月28日，亨利·克里斯托夫宣布他為亨利一世、變更國體為王國。海地國隨之取消。